# Scotopteryx gerardini
Scotopteryx gerardini là một loài bướm đêm trong họ Geometridae.